# Liste des forteresses templières ibériques

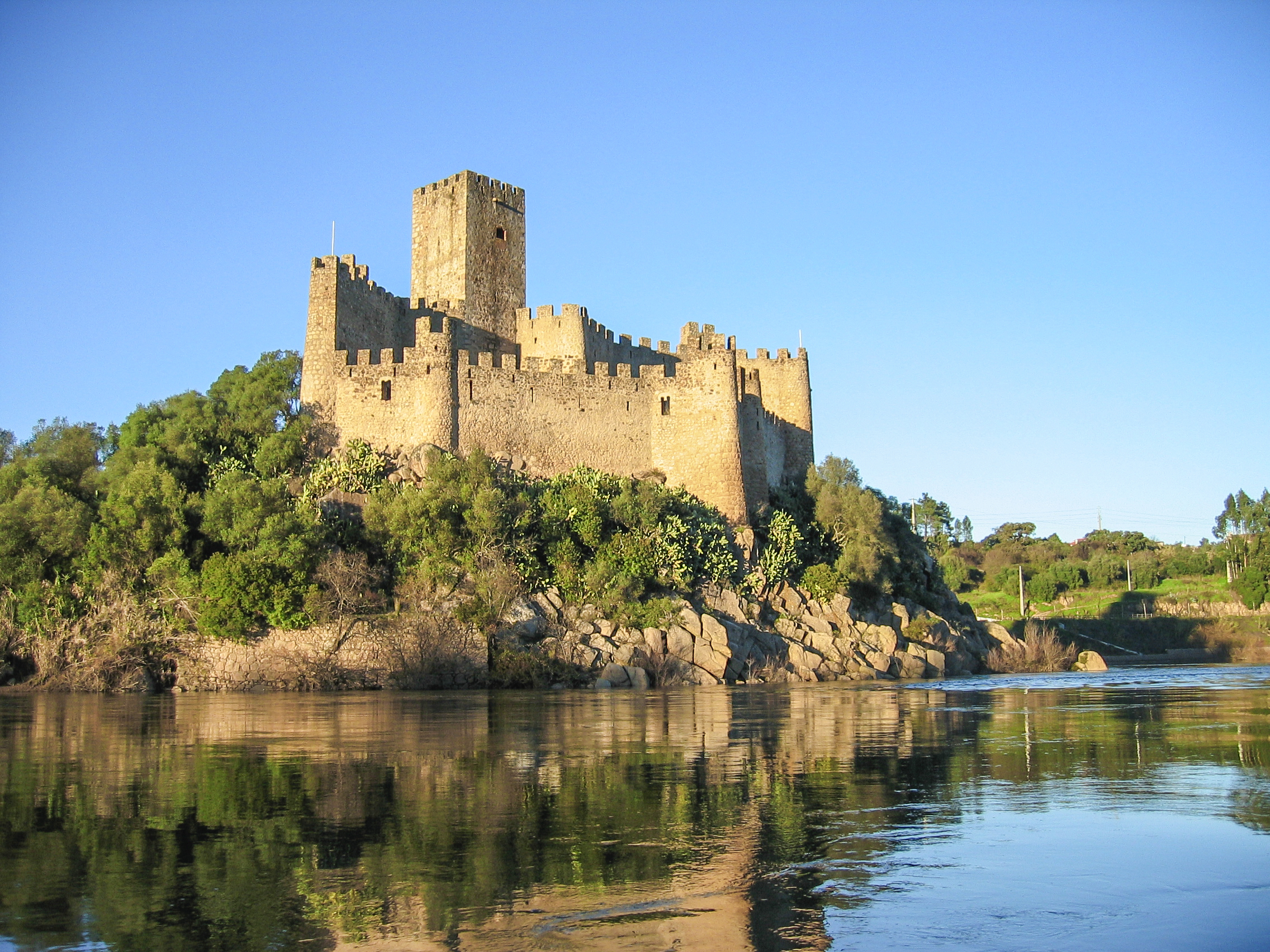
Château d'Almourol (Portugal)

Le patrimoine templier de la péninsule Ibérique était constitué d'au moins soixante-dix-huit forteresses ou couvents fortifiés répartis comme suit:
- 72 en Espagne[1]
- 6[1] (23)[2] au Portugal

Cette liste recense les places fortes de l’ordre du Temple en Espagne et au Portugal. Celles-ci ne doivent pas être confondues avec les commanderies présentes dans la péninsule Ibérique qui avaient vocation à produire des ressources et réunir des fonds pour leur action en Terre sainte.

## Faits marquants et histoire
Ces forteresses servaient d'abord à protéger les frontières avec les royaumes musulmans et certaines furent perdues ou échangées contre d'autres terres. Au fur et à mesure que ces frontières progressaient vers le sud de la péninsule (Reconquista), les templiers, qui avaient également pour mission de coloniser les territoires, établirent des commanderies. Certaines forteresses devinrent donc des commanderies. On peut citer l'exemple de Granyena, concédée par Raimond-Bérenger III de Barcelone en 1131, qui n'est occupée par les templiers qu'à partir de 1136 et qui ne devient le chef-lieu d'une commanderie qu'en 1190.

## Forteresses espagnoles
| Alconchel Alconétar Alfamba Almorchón Burguillos Capilla Castellote Chalamera Fregenal Jerez Lúa Monzón Ponferrada San Pedro Cornatel Ventoso Villel |

| Ascó Barbens Barberà Corbins Gardeny Granyena Horta Miravet Montgai S.Joan |

| Ares Coves Culla Forna Peñíscola Xivert |

| Forteresse                           | Ville actuelle (ou à proximité)           | Observations |
| ------------------------------------ | ----------------------------------------- | ------------ |
| Château d'Albocácer (es)             | Albocácer                                 |              |
| Château d'Alconchel (es)             | Alconchel                                 | [ 4 ]        |
| Château d'Alconétar                  | Garrovillas de Alconétar                  | [ 4 ]        |
| Château d'Alfambra                   | Alfambra                                  | [ 5 ]        |
| Château d'Almorchón (es)             | Almorchón (es)                            | [ 4 ]        |
| Château d'Ares                       | Ares del Maestrat                         | [ 6 ]        |
| Château d'Ascó                       | Ascó                                      | [ 7 ]        |
| Château de Barbens                   | Barbens                                   | ,            |
| Château de Barberà                   | Barberà de la Conca                       | ,            |
| Château de Burguillos del Cerro      | Burguillos del Cerro                      | [ 4 ]        |
| Château de Cantavieja                | Cantavieja                                | [ 7 ]        |
| Château de Capilla (es)              | Capilla                                   | [ 4 ]        |
| Château de Castellote                | Castellote                                | ,            |
| Château de Chalamera                 | Chalamera                                 | [ 7 ]        |
| Château de Coves                     | Cuevas de Vinromá                         | [ 6 ]        |
| Château de Culla                     | Culla                                     | [ 6 ]        |
| Château de Corbins                   | Corbins                                   | [ 10 ]       |
| Château de Forna                     | Adsubia                                   |              |
| Château de Fregenal (es)             | Fregenal de la Sierra                     | [ 4 ]        |
| Couvent-forteresse de Gardeny        | Gardeny (Lerida)                          | ,            |
| Château de Granyena                  | Granyena de Segarra                       | [ 3 ]        |
| Château d'Horta                      | Horta de Sant Joan                        | [ 10 ]       |
| Château de Jerez                     | Jerez de los Caballeros                   | [ 4 ]        |
| Château de la Lúa (gl)               | Taragoña (gl)                             |              |
| Couvent-forteresse de Miravet        | Miravet                                   | ,            |
| Château de Montgai                   | Montgai                                   | [ 3 ]        |
| Château de Monzón                    | Monzón                                    | ,            |
| Château de Peñíscola                 | Peñíscola                                 | ,            |
| Château de Ponferrada                | Ponferrada                                | [ 3 ]        |
| Château de Polpís                    | Santa Magdalena de Pulpis                 |              |
| Château de Sant Joan                 | Tortosa (Quartier historique de Remolins) | [ 3 ]        |
| Château de San Pedro de Latarce (es) | San Pedro de Latarce                      | [ 11 ]       |
| Château d'Ulver (Cornatel) (es)      | Priaranza del Bierzo                      | [ 12 ]       |
| Château de Ventoso                   | Valencia del Ventoso                      | [ 4 ]        |
| Château de Villel (es)               | Villel                                    | [ 7 ]        |
| Château de Xivert                    | Alcalà de Xivert                          | [ 6 ]        |

## Forteresses portugaises
| Forteresse                     | Ville actuelle (ou à proximité) | Observations                                                |
| ------------------------------ | ------------------------------- | ----------------------------------------------------------- |
| Château d'Abrantes (pt)        | Abrantes                        | Monument national.                                          |
| Château d'Almourol             | Vila Nova da Barquinha          | [ 1 ]                                                       |
| Château d'Alpalhão (pt)        | Alpalhão (pt)                   |                                                             |
| Château de Castelo Branco (pt) | Castelo Branco                  | Monument national (2000).                                   |
| Château de Castelo Novo (pt)   | Castelo Novo                    |                                                             |
| Château de Celorico da Beira   | Santa Maria (pt)                |                                                             |
| Château de Cera (pt)           | Alviobeira                      |                                                             |
| Torre de Dornes (pt)           | Dornes (pt)                     | Immeuble d'intérêt public.                                  |
| Château d'Idanha-a-Nova (pt)   | Idanha-a-Nova                   |                                                             |
| Château d'Idanha-a-Velha (pt)  | Idanha-a-Velha                  | Monument national (1997).                                   |
| Château de Longroiva           | Longroiva, Mêda                 |                                                             |
| Château de Mogadouro (pt)      | Mogadouro                       |                                                             |
| Montemor-o-Velho (pt)          | Montemor-o-Velho                |                                                             |
| Château de Monsanto            | Monsanto                        |                                                             |
| Château de Monsaraz (pt)       | Monsaraz (pt)                   | Monument national.                                          |
| Château de Nisa                | Nossa Senhora da Graça (pt)     |                                                             |
| Château de Penamacor (pt)      | Penamacor                       | Monument national (1973).                                   |
| Château de Penas Róias         | Penas Róias                     |                                                             |
| Château de Penha Garcia (pt)   | Penha Garcia                    |                                                             |
| Château de Pombal              | Pombal                          | , Monument national (1947).                                 |
| Château de Ródão (pt)          | Vila Velha de Ródão             | Immeuble d'intérêt public.                                  |
| Château de Rosmaninhal (pt)    | Rosmaninhal (pt)                |                                                             |
| Château de Sabugal             | Sabugal                         | Monument national (1910). possession templière à confirmer  |
| Château de Seda (pt)           | Seda (pt)                       | Monument national.                                          |
| Château de Segura (pt)         | Segura (Idanha-a-Nova)          | possession templière à confirmer,Immeuble d'intérêt public. |
| Château de Soure               | Soure                           | , Monument national (1946).                                 |
| Forteresse de Tomar            | Tomar                           | [ 1 ]                                                       |
| Château de Trancoso            | Trancoso                        |                                                             |
| Château de Vila do Touro (pt)  | Vila do Touro (pt), Sabugal     |                                                             |
| Château de Zêzere (pt)         | Vila Nova da Barquinha          |                                                             |

| Localisation géographique |
| --- |
| \| Abrantes Almourol Alpalhão Branco Novo Celorico da Beira Cera Dornes Id.-a-Nova Id.-a-Velha Longroiva Mogadouro Monsanto Monsaraz Montemor Nisa Penamacor Penas Róias Penha Garcia Pombal Ródão Sabugal · Rosmaninhal Seda Segura Soure Tomar Trancoso Vila do Touro Zêzere \| |
| Abrantes Almourol Alpalhão Branco Novo Celorico da Beira Cera Dornes Id.-a-Nova Id.-a-Velha Longroiva Mogadouro Monsanto Monsaraz Montemor Nisa Penamacor Penas Róias Penha Garcia Pombal Ródão Sabugal · Rosmaninhal Seda Segura Soure Tomar Trancoso Vila do Touro Zêzere       |